# Necati Özçağlayan
Necati Özçağlayan (* 15. Mai 1953 in Trabzon) ist ein ehemaliger türkischer Fußballspieler und -trainer. Durch seine langjährige Tätigkeit für Trabzonspor wird er sehr stark mit diesem Verein assoziiert. Auf Fan- und Vereinsseite wird er als einer der bedeutendsten Spieler der Klubgeschichte aufgefasst. Darüber hinaus wird er als einer der besten Defensivspieler des Vereins und auch der Türkei bezeichnet, der wegen seiner introvertierten Art eher im Hintergrund blieb und deswegen die verdiente Wertschätzung nicht bekommen hat. Er war ein wichtiges Mitglied jener Mannschaft, die als erstes anatolisches Team die türkische Meisterschaft gewinnen konnte und gehört zusammen mit Şenol Güneş und Turgay Semercioğlu zu jenen drei Spielern, die auch nachfolgend an allen Meisterschaftstiteln Trabzonspors beteiligt waren. Nach seiner Spielerkarriere arbeitete er einige Male als Fußballtrainer und betreute mehrere Jugendnationalmannschaften seines Landes.

## Spielerkarriere

### Verein
Özçağlayan kam 1948 in der türkischen Provinzstadt Trabzon auf die Welt und begann 1968 in der Jugend von Arsin Fındıklıspor mit dem Fußballspielen. 1970 wechselte er dann in die Jugend von Trabzon Yolspor und stieg hier 1971 in den Profikader auf. Im Sommer 1972 lag ihm ein Angebot vom Zweitligisten Trabzonspor vor. Dieser Verein wurde fünf Jahre zuvor durch die Fusion mehrerer örtlicher Vereine gegründet und hatte die Absicht mit örtlichen Talenten die Stadt Trabzonspor in der Süper Lig zu repräsentieren. Özçağlayan nahm das Angebot an und spielte fortan für Trabzonspor. Trotz seines jungen Alters fand er in der Mannschaft einen Stammplatz. Zum Saisonende seiner zweiten Saison bei dem Schwarzmeerverein erreichte man die Meisterschaft der TFF 1. Lig und damit den lang ersehnten Aufstieg in die Süper Lig.
Die erste Saison in der höchsten türkischen Spielklasse verlief für Özçağlayan erfolgreich und er absolvierte 28 Ligapartien. Seine Mannschaft schaffte in ihrer ersten Erstligasaison den neunten Tabellenplatz. In der zweiten Süper-Lig-Saison erreichte man völlig überraschend die Meisterschaft. Bis zu dieser Saison entschieden die drei großen Istanbuler Vereine Beşiktaş Istanbul, Fenerbahçe Istanbul und Galatasaray Istanbul die Meisterschaft der Süper Lig unter sich. Zwar verfehlte mit Eskişehirspor ein anderer anatolischer Verein dreimal knapp die Meisterschaft, jedoch blieb der Bann bestehen. Erst mit Trabzonspors Meisterschaft wurde er gelöst. Nach dieser Meisterschaft dominierte man auch die nächste Saison die Liga und sammelte neben der Meisterschaft auch mit dem Gewinn des Türkischen Fußballpokals und des Türkischen Supercups alle übrigen Pokale im damaligen türkischen Fußball. Erst in der Spielzeit 1977/78 vergab man mit einem Punkt Unterschied die Meisterschaft an Fenerbahçe, konnte aber die zwei übrigen Pokale holen. Nach diesem Rückschlag erholte man sich relativ schnell und wurde in den nächsten drei Spielzeiten erneut türkischer Fußballmeister. Özçağlayan erlebte im Sommer 1984 auch die bisher letzte Meisterschaft Trabzonspors mit und war mit 33 Spielen einer der Leistungsträger seines Teams. Nach dieser Saison blieb Trabzonspor zwar immer im oberen Tabellendrittel, jedoch schaffte man es nicht mehr die Meisterschaft zu gewinnen.
Mit dem Ende der Saison 1977/78 verabschiedete sich Özçağlayan mit einem am 11. August 1978 gegen Galatasaray ausgetragenen Abschiedsspiel von der Fußballbühne.

### Nationalmannschaft
Nach dem Aufstieg in die Süper Lig fiel Özçağlayan den Verantwortlichen der türkischen U-21-Nationalmannschaft auf und wurde im März 1975 das erste Mal in den Kader nominiert. Am 27. März 1975 gab er im Rahmen einer Freundschaftsbegegnung gegen die kuwaitische U-21-Nationalmannschaft sein U-21-Länderspieldebüt.
Nach einem weiteren Spiel für die türkische U-21 wurde er im April 1975 für ein EM-Qualifikationsspiel gegen die Schweizer Nationalmannschaft in den Kader der Türkischen Nationalmannschaft nominiert, saß aber während dieser Begegnung auf der Ersatzbank. Nach zwei U-21-Länderspielen wurde er im Oktober 1975 erneut in den Kader der Türkischen Nationalmannschaft nominiert und gab während eines Freundschaftsspiels gegen die Rumänische Nationalmannschaft sein Länderspieldebüt. Nach diesem Spiel zählte er etwa fünf Jahre lang zu den regelmäßig eingesetzten Spielern. Er nahm mit der Nationalmannschaft noch an der Qualifikation der Fußball-Europameisterschaft 1976, Qualifikation der Fußball-Weltmeisterschaft 1978, Qualifikation der Fußball-Europameisterschaft 1980, Qualifikation der Fußball-Weltmeisterschaft 1982 teil, konnte sich aber mit seiner Mannschaft für keines der Turniere qualifizieren.
Sein letztes Länderspiel machte er am 7. Oktober 1981 während eines WM-Qualifikationsspiels gegen die Fußballnationalmannschaft der UdSSR.

## Trainerkarriere
Im Anschluss an seine Fußballkarriere entschied er sich ins Trainerfach zu wechseln. Als eine seiner ersten Tätigkeiten wurde er Anfang der 1990er Jahre der Co-Trainer der türkischen U-18-Nationalmannschaft und assistierte dem Cheftrainer Serpil Hamdi Tüzün. In dieser Funktion nahm er mit der türkischen U-18 an der U-18-Fußball-Europameisterschaft 1993 teil. In diesem Turnier kam seine Mannschaft bis ins Finale und wurde durch eine 0:1-Finalniederlage gegen den Gastgeber England Vizeeuropameister der U-18.
Für die nachfolgende Spielperiode übernahm er den Co-Trainerposten bei der türkischen U-16-Nationalmannschaft und assistierte damit Cheftrainer Bora Öztürk. Unter seiner Führung nahm die türkische U-16 an der U-16-Fußball-Europameisterschaft 1994 teil und wurde Turniersieger.
Nach diesem Erfolg übernahm Özçağlayan als Cheftrainer die türkische U-15-Nationalmannschaft. Bereits nach einem Jahr übernahm er die gleiche Position bei der türkischen U-16-Nationalmannschaft. In dieser Funktion blieb er bis zum Sommer 1998.
Zur Saison 1998/99 wurde er beim damaligen Zweitligisten Adana Demirspor als Cheftrainer vorgestellt. In dieser Funktion blieb er bis zur Winterpause und verließ anschließend den Verein.
Zum Sommer 2000 wurde er als neuer Trainer der türkischen U-19-Nationalmannschaft vorgestellt.

## Erfolge

### Als Fußballspieler
- Mit Trabzonspor:
  - Meisterschaft der TFF 1. Lig (1): 1973/74
  - Aufstieg in die Süper Lig (1): 1973/74
  - Türkischer Meister (6): 1976, 1977, 1979, 1980, 1981, 1984
  - Türkischer Pokalsieger (3): 1977, 1978, 1984
  - Türkischer Supercup (6): 1976, 1977, 1978, 1979, 1980, 1983
  - Başbakanlık Kupası (3): 1976, 1978, 1985